# بعدازظهر سگی سگی
بعدازظهر سگی سگی نام فیلمی است به کارگردانی مصطفی کیایی و با بازی مجید صالحی، رضا عطاران، بهاره رهنما، علی صادقی، سعید آقاخانی و… محصول سال ۱۳۸۸ است.

## خلاصه داستان
جوانی فارغ‌التحصیل رشته مهندسی مکانیک است که در صنعت خودروسازی طرح‌های مختلف ارائه کرده، اما کسی به او بها نمی‌دهد. او برای اینکه حرف خود را به گوش مسئولان برساند، بازی خطرناکی را آغاز می‌کند که منجر به گروگانگیری می‌شود.
این فیلم به نحوی کپی شده از فیلم بعدازظهر سگی با بازی آل پاچینو است.

## بازیگران
- مجید صالحی در نقش فرشید
- رضا عطاران در نقش سالار
- سعید آقاخانی در نقش سعید
- علی صادقی در نقش جواد ( شهاب )
- مهران رجبی
- مریم مسچیان در نقش سحر
- غلامحسین لطفی
- بهاره رهنما در نقش همسر سعید
- امیر نوری در نقش صادق ( کامیار )
- محسن کیایی در نقش شامل
- مرتضی ضرابی
- فرناز رهنما در نقش ساغر
- شیرین ایزدی
- کیمیا حقیقی
- آذر فرامرزی
- آرین ریس‌باف